# مئوان-گروئیترود
شهر مئوان-گروئیترود (به فرانسوی: Meeuwen-Gruitrode) در شهرستان مزک  در استان لمبورگ  در منطقه فلاندری در کشور بلژیک واقع شده‌است.